# Rhacholaemus nelsoni
Rhacholaemus nelsoni är en tvåvingeart som beskrevs av Jason Gilbert Hayden Londt 1999. Rhacholaemus nelsoni ingår i släktet Rhacholaemus och familjen rovflugor. Inga underarter finns listade i Catalogue of Life.